# Двері «крило чайки»

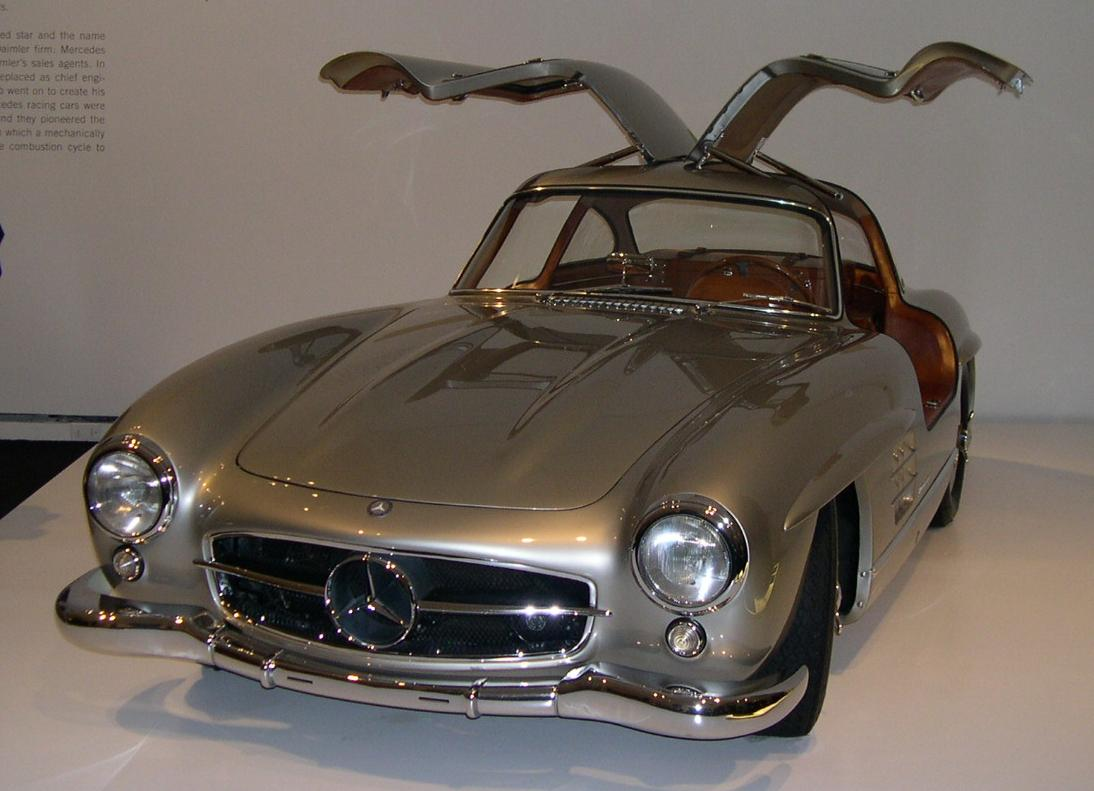
Купе Mercedes-Benz 300SL з відчиненими дверми «крило чайки»

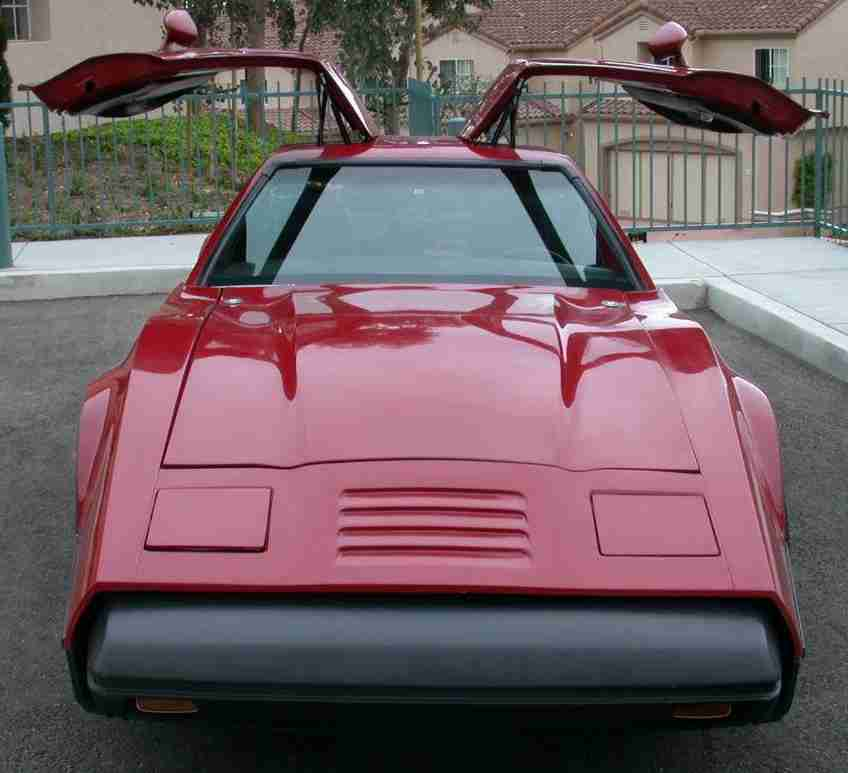
Bricklin SV-1 з відчиненими дверми

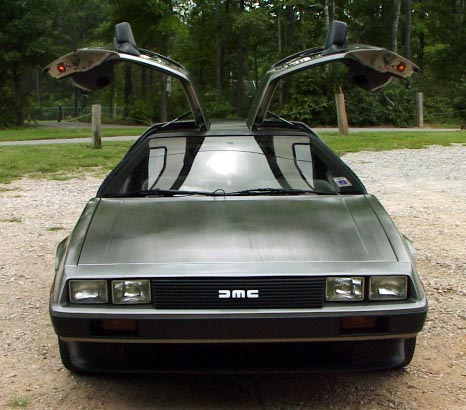
DeLorean DMC-12 з відчиненими дверми

Двері «крило чайки» (англ. gull-wing door, нім. Flügeltüren) — термін, уживаний в автомобільній галузі для позначення автомобільних дверей, що підвішуються до даху, а не до бічної частини автомобіля. Уперше двері «крило чайки» були використані на перегоновому автомобілі Mercedes-Benz 300SL (W194) 1952 року, а згодом — на його дорожній версії (W198), що з'явилася 1953 року.
Відчинені догори двері схожі на крила морської чайки. Французькою вони називаються portes papillon (двері «метелик»). Звичайні автомобільні двері підвішуються у своїй передній частині і відчиняються назовні у горизонтальній площині.
Крім Mercedes-Benz 300SL середини 1950-х років і експериментального Mercedes-Benz C111 початку 1970-х, найбільш відомими прикладами дорожніх автомобілів з дверми «крило чайки» є Bricklin SV-1 1970-х років і DeLorean DMC-12 1980-х.

## Практичні міркування
Всупереч поширеній думці, що двері «крило чайки» є лише стилістичним кроком, цей дизайн є дуже практичним в умовах тісних паркувальних майданчиків. За умови належного проєктування і балансування, для відчинення цих дверей потрібна незначна бічна відстань (наприклад, для DeLorean DMC-12 — це близько 27,5 см), а посадка і висадка є значно зручнішими порівняно зі звичайними дверима.
Найочевиднішим недоліком використання дверей «крило чайки» є той факт, що у разі перевертання автомобіля на дах вийти через такі двері буде неможливо — для цього потрібно буде використовувати отвір вітрового скла, який, відповідно, має бути достатньо великим. В автомобілі DeLorean DMC-12 лобове скло можна вибити з рами у разі перевертання автомобіля.
Концепт-кар Volvo YCC, що був спроєктований жінками і для жінок, мав двері «крило чайки», які полегшували посадку і висадку дітей та складання і діставання покупок з автомобіля.

## Складнощі дизайну
Двері «крило чайки» мають дещо суперечливу репутацію через перші приклади їх використання, такі як Mercedes і Bricklin.
Mercedes-Benz 300SL мав бути обладнаний такими дверми через те, що мав перегонове шасі, побудоване на трубчастій рамі, а тому його дверний поріг розташовувався дуже високо. У поєднанні з низьким дахом стандартні двері давали б дуже низький і малий отвір. Інженери Mercedes розв'язали цю проблему, відкривши також частину даху.
Bricklin мав дверний отвір звичайнішого розміру, проте у повсякденному використанні система, що забезпечувала рух дверей, мала проблеми, що призводили до ненадійної експлуатації, аж доки у межах післяпродажного обслуговування на усі Bricklin не установили оновлений пневматичний привод.
Крім того, були певні занепокоєння, що внаслідок максимального зменшення ваги такі двері не забезпечать належний захист у разі бічного зіткнення. Проте, підтверджень обґрунтованості цього занепокоєння виявлено не було.
У DeLorean DMC-12 ці проблеми розв'язали, використавши цільносталеві торсіони (виробництва компанії Grumman Aircraft Engineering Corporation) для збалансування повнорозмірної двері й установивши прості пневматичні стійки, схожі на ті, що використовуються на автомобілях з кузовом «хетчбек», для відчинення дверей і пом'якшення їхнього руху.
Усунути інші недоліки такої системи дверей було складніше. Наприклад, дизайн «крило чайки» ускладнює створення автомобіля версії «кабріолет», адже для цього необхідно вилучити кронштейни з даху і використовувати стандартні двері. Mercedes зробив це, коли 1958 року замінив купе 300SL із дверми «крило чайки» на родстер. Перед DeLorean ця проблема не виникала, адже створення версії «кабріолет» ніколи не передбачалося.
Дизайн «крило чайки» також ускладнює герметизацію дверей від потрапляння води через власне форму і напрямок руху дверей. Чимало власників DeLorean скаржилися на протікання води, коли користувалися послугами автоматичної мийки, де вода подається під високим тиском, проте в умовах звичайного дощу рівень герметизації більш ніж достатній.

## Перелік автомобілів

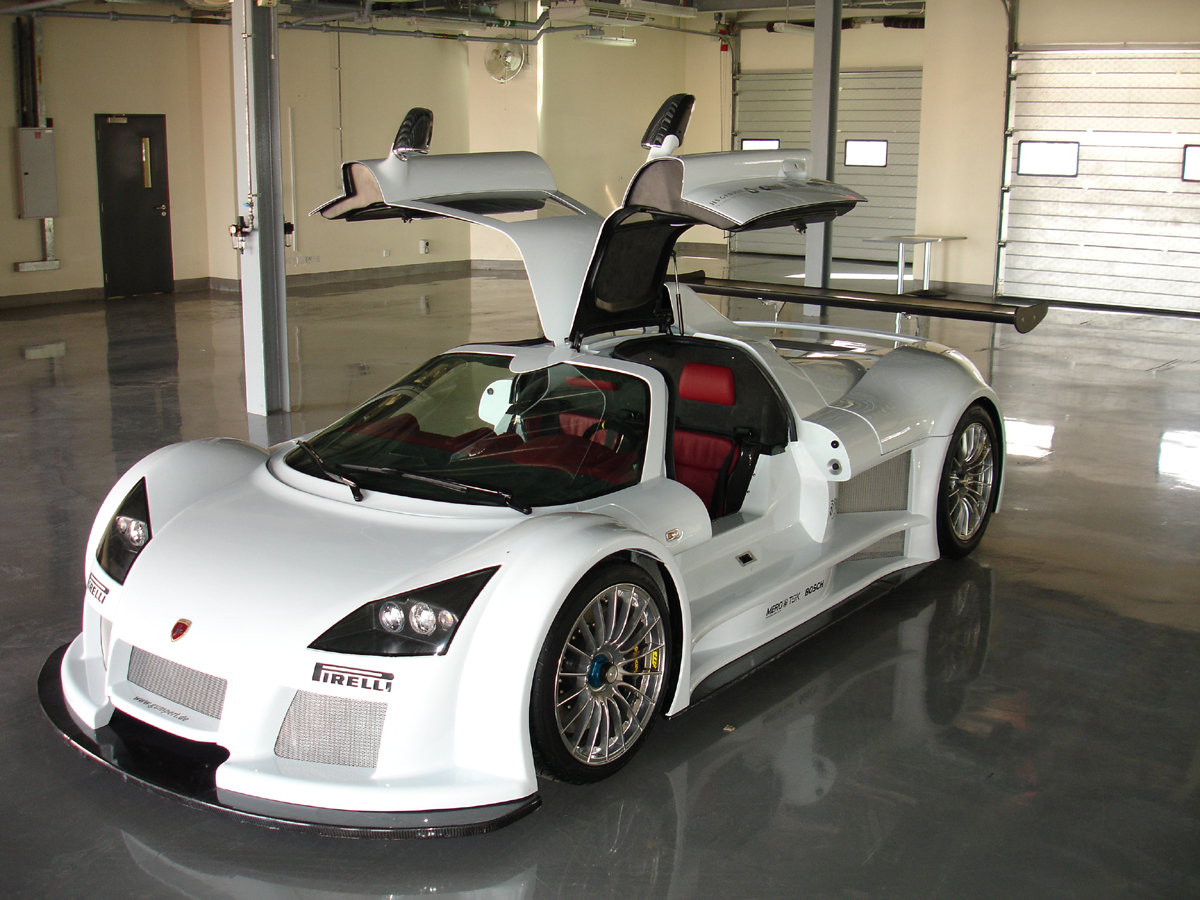
Gumpert Apollo

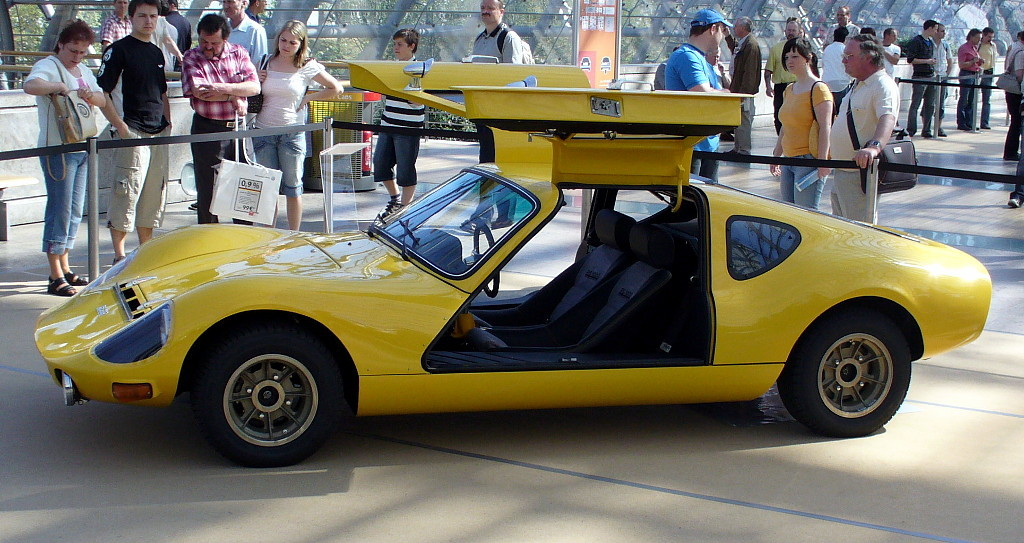
Melkus RS 1000

Нижче наведено (неповний) перелік серійних автомобілів і збиральних комплектів з дверми «крило чайки»:

### Серійні автомобілі
- Autozam AZ-1 (Kei car)
- Bricklin SV-1
- Bristol Fighter
- DeLorean DMC-12
- De Tomaso Mangusta (моторний відсік)
- Gumpert Apollo
- Isdera Commendatore 112i
- Melkus RS 1000
- Mercedes-Benz 300SL
- Mercedes-Benz SLS AMG
- Suzuki Cara (Autozam AZ-1)
- Jiotto Caspita
- Lola T70 Mk3
- Tesla Model X (двері називаються "крила сокола")

### Збиральні комплекти
- AMT Piranha
- Bradley GTII
- Dare DZ
- Eagle SS Mk1
- Fiberfab Aztec 7, також відомий як Charger II і Carebee (виготовлено лише 12 екземплярів)
- Foers Ibex
- GP Talon
- Innes Lee Scorpion K19
- Pelland Sports
- Replicar Cursor
- RPB GT

## Виноски
1. ↑  Knut Grimsrud. DeLorean Frequently Asked Questions - Technical Information. Dmcnews.com. Архів оригіналу за 1 квітня 2009. Процитовано 8 грудня 2009.
2. ↑  Bricklin Specifications. Архів оригіналу за 27 вересня 2011. Процитовано 6 вересня 2010.